# WK리그의 외국인 선수 목록
WK리그 외국인 선수 명단은 WK리그 출전 선수로 공식 선수 등록을 완료한 WK리그의 외국인 선수들의 명단이다.
- 선수 이름은 정식 이름 / 한글 WK리그 등록명 형식으로 병행 표기한다.
- 굵은 글씨로 표시된 선수는 현재 WK리그에서 활동하고 있는 선수이다.
- 기울인 글씨로 표시된 등록명은 일시적으로 사용 혹은 최종 등록명 이전 등록명이다.
- 복수국적자의 경우 WK리그에 선수 등록시 선택한 국적으로 표기한다.
- 복수국적자 참고사항에서 국가대표팀(연령별 대표팀 포함) 경력이 있는 선수의 경우 국가대표팀 경력을 쌓은 국가를 기울인 글씨로 기재한다.
- 각 구단에서 영입 후 WK리그에 공식 선수 등록 전 방출한 선수는 기재하지 않는다.

## 아프리카-CAF

### 남아프리카 공화국
- 힐다 톨라켈 마가이아 (2022–2023 세종 스포츠토토 여자 축구단)

## 아시아-AFC

### 일본
- 기류 나나세 (2020- 창녕 WFC)
- 나가노 후카 (2018 인천 현대제철 레드엔젤스)
- 다나카 아스나 (2018–2023 경주 한국수력원자력 여자 축구단, 2024- 화천 KSPO 여자 축구단)

## 남아메리카-CONMEBOL

### 브라질
- 베아트리스 자네라투 주앙 (2013~2019 인천 현대제철 레드엔젤스)
- 프레치냐 / 쁘레치냐 (2009–2015 이천 대교 여자 축구단)

## 같이 보기
- WK리그